# Repubblica Socialista Federativa Sovietica Transcaucasica
La Repubblica Socialista Federativa Sovietica Transcaucasica o RSFS Transcaucasica (in armeno Անդրկովկասի Խորհրդային Ֆեդերատիվ Սոցիալիստական Հանրապետություն?, Andrkovkasi Xorhrdayin Federativ Soc’ialistakan Hanrapetowt’yown; in azero Zaqafqaziya Sosialist Federativ Sovet Respublikası; in georgiano ამიერკავკასიის სოციალისტური ფედერაციული საბჭოთა რესპუბლიკა?, Amierk'avk'asiis Sotsialist'uri Pederatsiuli Sabch'ota Resp'ublik'a; in russo Закавка́зская Социалисти́ческая Федерати́вная Сове́тская Респу́блика, ЗСФСР?, Zakavkázskaja Socialistíčeskaja Federatívnaja Sovétskaja Respúblika, ZSFSR) fu una repubblica sovietica di breve durata, dal 1922 al 1936.
Era costituita da una federazione di Stati comprendente la RSS Georgiana, la RSS Armena e la RSS Azera, tradizionalmente conosciute con il nome di "Regioni Transcaucasiche" nell'Unione Sovietica. La capitale era Tbilisi.

## Storia
Le radici della repubblica risalgono alla dissoluzione dell'Impero russo nel 1917, durante la Rivoluzione russa, quando le province del Caucaso si separarono e tentarono di formare uno Stato federale a parte, chiamato Repubblica Federale Democratica Transcaucasica. I diversi interessi nazionali e la guerra con l'Impero turco portarono però alla dissoluzione della repubblica solo sei mesi dopo, nell'aprile 1918.
Negli anni successivi, i tre Stati costituenti passarono attraverso una guerra civile che coinvolse anche l'Armata Rossa, e ne uscirono come repubbliche socialiste sovietiche. Nel marzo 1922 la zona fu riunita come unione di repubbliche sovietiche. Nello stesso anno i tre Stati costituirono un'unica repubblica, ma nel 1936 quest'ultima si dissolse e si divise in tre Stati separati: la RSS Georgiana, la RSS Armena e la RSS Azera.